# دولتیارلی
دولتیارلی (ترکی آذربایجانی: Dövlətyarlı) یک منطقهٔ مسکونی در جمهوری آرتساخ است که در استان هادروت واقع شده‌است.